# Premio Italia
Der Premio Italia ist ein italienischer Literaturpreis, der für Werke aus dem Bereich der Science-Fiction und Fantasy verliehen wird. Der Preis wurde erstmals 1972 und jährlich ab 1975 bei der Abschlussveranstaltung der Italcon vergeben, der nationalen italienischen Science-Fiction-Convention. 
Im Lauf der Zeit haben sich sowohl die Preiskategorien als auch die Wahlverfahren verändert, zeitweise stand die Abstimmung allen Fans offen, zeitweise bestimmten Jurys über die Vergabe, jeweils mit wechselnden Systemen der Stimmenzählung und Wertung.

## Preisträger
Gelegentlich wurden in den Kategorien auch zweite und dritte Preisträger benannt. In der untenstehenden Listen erscheinen nur die Träger des ersten Preises.

### KategorieInternationale Science-Fiction(Romanzo internazionale)
- 2018: Liu Cixin: Die drei Sonnen (Il problema dei tre corpi)[1]
- 2017: Kim Stanley Robinson: Green Mars (Il verde di Marte)
- 2016: Thomas Ligotti: Grimscribe: His Lives and Works (Lo scriba macabro)
- 2015: Robert Silverberg: Roma Aeterna (Roma Eterna)
- 2014: Ursula K. Le Guin: Paradises Lost (Paradisi perduti)
- 2013: Michael A. Martin, Jake Sisko: Star Trek Online: The Needs of the Many (Star Trek Online: Le Esigenze dei Molti)
- 2012: Ted Chiang: The Lifecycle of Software Objects (Il ciclo di vita degli oggetti software)
- 2011: Charles Stross: Palimpsest (Palinsesto)
- 2010: E. C. Tubb: Touch of Evil (I posseduti)
- 2009: James Patrick Kelly: Burn (L’utopia di Walden)
- 2008: Nicola Griffith: Ammonite (Ammonite)
- 2007: Ruth Nestvold: Looking Through Lace (Il linguaggio segreto)
- 2006: Chelsea Quinn Yarbro: Hotel Transylvania (Hotel Transilvania)
- 2005: Richard Morgan: Altered Carbon (Bay City)
- 2004: Iain M. Banks: Inversions (Inversioni)
- 2003: Lois McMaster Bujold: Komarr (Komarr)
- 2002: Andreas Eschbach: Die Haarteppichknüpfer (Miliardi di tappeti di capelli)
- 2001: David Brin: Infinity’s Shore (Le rive dell’infinito)
- 2000: Vernor Vinge: A Deepness in the Sky (Quando la luce ritornerà)
- 1999: Gene Wolfe: The Urth of the New Sun (Urth del Nuovo Sole)
- 1998: Iain M. Banks: Excession (L’altro Universo)
- 1997: Harry Harrison, John Holm: The Hammer and the Cross (La via degli dei)
- 1996: Harry Turtledove: Worldwar: In the Balance (Invasione Anno zero)
- 1995: Connie Willis: Doomsday Book (L’anno del contagio)

### KategorieSF-Roman/Anthologie(Romanzo di fantascienza)
- 2018: Elena di Fazio: Ucronia[1]
- 2017: Alessandro Vietti: Real Mars[2]
- 2016: Claudio Chillemi: Quel che resta della Kronos
- 2015: Renato Pestriniero: Oltre il cielo
- 2014: Francesco Verso: Livido
- 2013: Dario Tonani: Mondo9
- 2012: Vittorio Curtoni: Bianco su nero
- 2011: Donato Altomare: Sinfonia per l’Imperatore
- 2010: Vittorio Catani: Il quinto principio
- 2009: Donato Altomare: Vladimir Mei
- 2008: Vittorio Catani: L’essenza del futuro
- 2007: Mauro Antonio Miglieruolo: Assurdo virtuale
- 2006: Lanfranco Fabriani: Nelle nebbie del tempo
- 2005: Vittorio Catani: Storie dal villaggio globale
- 2004: Elisabetta Vernier: Clipart
- 2003: Enrica Zunic: Nessuna giustificazione
- 2002: Valerio Evangelisti: Il Castello di Eymerich
- 2001: Adalberto Cersosimo: Il libro dell’Impero
- 2000: Vittorio Curtoni: Retrofuturo
- 1999: Franco Ricciardiello: Ai margini del Caos
- 1998: Angela P. Fassio: I cavalieri dell’Aquila Bianca
- 1997: Roberto Fuiano: Il re degli Elfi
- 1996: Mariangela Cerrino: La porta sulla notte
- 1995: Renato Pestriniero: Di notte lungo i canali… e altri racconti
- 1994: Piero Prosperi: Garibaldi a Gettisburg
- 1993: Mariangela Cerrino: I cieli dimenticati
- 1992: Nino Filastò: La Proposta
- 1991: Vittorio Catani: Gli universi di Moras
- 1990: Mariangela Cerrino: L’ultima terra oscura
- 1989: Stanislao Nievo: Il padrone della notte
- 1988: Lino Aldani: Parabole per domani
- 1987: Renato Pestriniero: Il nido aldilà dell’ombra
- 1986: Renato Pestriniero: Sette accadimenti in Venezia
- 1985: Nino Filastò: La proposta
- 1984: Gianluigi Zuddas: Balthis l’avventuriera
- 1983: nicht vergeben
- 1982: Luigi Menghini: L’assedio
- 1981: Daniela Piegai: Ballata per Lima
- 1980: Virginio Marafante: L’insidia del Kryan
- 1979: Gianluigi Zuddas: Amazon
- 1978: Luigi Menghini: Reazione a catena
- 1977: Renato Besana, Dino Caroglio: Oltre il cristallo
- 1976: Gilda Musa: Giungla domestica
- 1975: Gustavo Gasparini: La donna immortale
- 1972: Piero Prosperi: Autocrisi

### KategorieFantasy-Roman/Anthologie(Romanzo fantasy)
- 2018: Andrea Carlo Cappi: La donna leopardo[1]
- 2017: Marco Di Giaimo, Giuseppe Bono: Il segreto del vecchio cimitero[2]
- 2016: Loredana Pietrafesa: Un madrigale per morire
- 2015: Adriana Comaschi: L'Artiglio di Fuoco
- 2014: Donato Altomare: Il gran sole radioso
- 2013: Silvia Robutti: La maledizione della fiamma
- 2012: Luca Tarenzi: Quando il Diavolo ti accarezza
- 2011: Donato Altomare: L’Artiglio
- 2010: Debora Montanari: La luna di Chrysos
- 2009: Enrico Di Stefano: Passi nel tempo
- 2008: Debora Montanari: I draghi di Chrysos
- 2007: Milena Debenedetti: Il Dominio della regola
- 2006: Alan D. Altieri: L’ Eretico. Magdeburg
- 2005: Fabiana Redivo: La spada dei re

### Weitere Kategorien
Racconto su pubblicazione professionaleErzählung (Verlagsveröffentlichung)
Racconto su pubblicazione non professionaleErzählung (Fanzine etc.)
Saggio in volumeSachliteratur (als Monographie erschienene Biografie, Sachbuch, Essay etc.)
Articolo su pubblicazione professionaleArtikel oder Essay (Verlagsveröffentlichung)
Articolo su pubblicazione non professionaleArtikel oder Essay (Fanzine etc.)
CuratoreHerausgeber
TraduttoreÜbersetzer
Fan
CollanaBuchreihe
RivistaZeitschrift oder Magazin
Fanzine
FumettoComic
Sito web amatorialeWebseite (nichtprofessionell)
Serie televisivaFernsehserie
Film internazionaleinternationaler Film
AntologiaAnthologie
Illustrazione di artista italianoIllustration eines italienischen Künstlers